# Esterling
(John Ronald Reuel Tolkien, Il Silmarillion)
Gli Esterling (in inglese Easterlings) sono un popolo di Uomini di Arda, l'universo immaginario creato dallo scrittore inglese J.R.R. Tolkien.

## Caratteristiche

Un gruppo di esterling, nella pellicola de Le due torri.

Gli esterling sono un popolo che vive nella regione di Rhûn, ad est dei popoli liberi, e il loro aspetto fisico trae infatti molti elementi da reali popoli orientali. Generalmente essi non sono molto alti ma robusti, hanno la pelle di colore olivastro, e occhi e capelli scuri. In una nota in The War of the Jewels (undicesimo volume di The History of Middle-earth), Tolkien precisa che sono della stessa stirpe dei forodwaith, e imparentati con gli uomini del Lossoth.

## La storia

### Prima Era
Nel Silmarillion, si narra che all'inizio della Prima Era tutti gli Uomini vennero da est, dove si erano risvegliati, nel Beleriand e nelle terre abitate dagli Elfi. Ma i primi che giunsero si allearono con gli Elfi nella guerra contro Morgoth e vennero per questo chiamati Edain, "amici degli Elfi". Altri vennero più tardi, e vennero generalmente detti Easterlings, vale a dire "Orientali": essi migrarono in massa nelle terre occidentali, e alcuni di essi passarono al servizio di Morgoth.
Uno di essi fu Bór, che giunse nel Beleriand nell'anno 463 con i suoi figli Borlach, Borlad e Borthand: egli strinse amicizia con i figli di Fëanor, e Maedhros gli concesse di stabilirsi con il suo popolo nel nord del suo territorio, la Marca di Maedhros. Essi rimasero sempre fedeli a Maedhros, ma caddero nella Nírnaeth Arnoediad.
Un altro Esterling famoso arrivò nel Beleriand poco dopo Bór, Ulfang con i figli Ulfast, Ulwarth e Uldor: anch'essi strinsero alleanza con i figli di Fëanor, in particolare con Caranthir, che concesse loro di stabilirsi a sud della Marca di Maedhros; ma Ulfang e i figli erano segretamente al servizio di Morgoth, e tradirono Elfi ed Edain nella Nirnaeth Arnoediad cambiando improvvisamente fronte durante la battaglia. Morirono tutti nel corso di quella battaglia.
Altri Esterling ancora si stabilirono in altre terre del nord-ovest della Terra di Mezzo: tra questi ricordiamo Brodda, che invase lo Hithlum con il suo popolo, prima abitato dalla gente di Húrin, padre di Túrin Turambar.

### Terza Era
Nella Terza Era, il termine si applica a tutti gli uomini che vivono oltre il mare di Rhûn: essi compaiono nel Signore degli Anelli come alleati di Sauron contro i popoli liberi (Elfi, Nani e Uomini); la storia delle loro guerre contro Gondor viene inoltre raccontata dettagliatamente nell'Appendice A del romanzo.
La prima invasione di Gondor ebbe luogo nel 490 T.E. e fu respinta dal re Rómendacil I, che però morì nel 541 combattendo appunto contro gli Esterling. Il figlio Turambar riconquistò la regione compresa tra l'Anduin e il mare di Rhûn, a sud di Bosco Atro, ma tali terre non vennero conservate a lungo dai gondoriani che erano troppo poco numerosi, e furono quindi cedute a un loro alleato, gli Uomini del Nord. Una parte di questi Uomini del Nord tuttavia si alleò con gli Esterling che ripresero l'invasione del Rhovanion. Il sovrintendente di Gondor, Minalcar, apprestò un esercito che, nel 1248, cacciò definitivamente gli Esterling da quella zona.
Alcuni secoli dopo però ricominciarono le invasioni ad opera di un altro popolo orientale, i Carrieri (Wainriders), il cui nome deriva dal fatto che usavano spostarsi su grandi carri, e che i capi addirittura combattevano su carri; in generale i carrieri erano comunque meglio armati degli Esterling dei secoli precedenti. Gondor dovette combatterli per quasi un secolo (da 1851 al 1944 T.E.): nel 1856 essi sconfissero il re Narmacil II, morto in battaglia, e ridussero in schiavitù gli Uomini del Nord che ancora vivevano nel Rhovanion; il successore di Narmacil, Calimehtar, approfittò di una rivolta degli Uomini del Nord per sconfiggere i Carrieri a Dagorlad, che si rifugiarono oltre il mare di Rhûn e si allearono con gli abitanti del Khand e dello Harad, regione a sud-est di Mordor, i quali avrebbero invaso Gondor da sud mentre essi lo invadevano da nord: per fronteggiare questo duplice pericolo, il re Ondoher divise in due le sue truppe: si mise a capo dell'esercito del nord e affidò quello del sud al cugino Eärnil; Ondoher venne battuto e morì davanti al Morannon, così come i suoi due figli Artamir e Faramir, e i Carrieri invasero l'Ithilien; ma Eärnil vinse e, procedendo verso nord, li attaccò di sorpresa e li annientò nel 1944.
Un altro gruppo ancora arrivò nel 2510: i Balchoth, segretamente al servizio di Dol Guldur, che come i Carrieri combattevano su carri e forse erano anche discendenti di quel popolo. In quell'anno essi invasero il Calenardhon e quasi annientarono gli eserciti del Sovrintendente Cirion, ma vennero infine sconfitti da un popolo giunto dal nord, i futuri Rohirrim, guidato da Eorl il Giovane.
Vennero poi i Variag dal Khand, che erano già comparsi a fianco dei Carrieri nel 1944 e tornarono durante la battaglia dei Campi del Pelennor, un migliaio d'anni più tardi.
Nel Signore degli Anelli, gli uomini corrotti da Sauron (Esterling e Haradrim) non vengono menzionati se non nella grande guerra contro Minas Tirith dove prendono parte alle armate di Mordor guidate dal Re Stregone di Angmar. Essi sono descritti come appartenenti a diverse stirpi e culture, non solo i Variag del Khand: uno di questi gruppi è descritto come un "nuovo" gruppo di Esterling che gli uomini di Gondor non avevano precedentemente incontrato.

### Quarta Era
Dopo la sconfitta di Sauron, gli Esterling sembrerebbero essersi riappacificati con Gondor. In un testo posteriore al Signore degli Anelli e riportato nelle Lettere, Tolkien ritorna sul caso degli Istari, di cui due, chiamati gli "Istari Blu", non hanno ruolo nel romanzo, per chiarire il loro destino: durante la Quarta Era questi Istari sarebbero andati a est e vi avrebbero fondato nuovi culti; in un altro testo dell'anno della sua morte Tolkien ci informa che essi ebbero una discreta importanza anche nella guerra dell'Anello, in quanto seminarono la discordia tra gli Esterling impedendo loro di unirsi e così di invadere Gondor in massa.

## Adattamenti
Nel film Le due torri di Peter Jackson, l'Esterling viene rappresentato come un guerriero armato di alabarda e scudo di metallo con una corazza di bronzo sopra vesti rosso porpora e con il volto coperto da veli.

## Lingua esterling
Tolkien non fa mai menzione delle lingue degli Esterling in alcuno dei suoi libri pubblicati.